# シュウェップス・オーストラリア
シュウェップス・オーストラリア(英語: Schweppes Australia)は、オーストラリアの飲料会社。オーストラリアでは老舗の飲料ブランドとなっている。同社の標語は、This calls for a cocktail。
1783年にヨハン・ヤコブ・シュヴェッペが炭酸水の製造のパイオニアとなってから67年後にオーストラリアにもシュウェップス社が上陸し、1877年にはシドニーに工場が建設された。その後、シュウェップスはキャドバリー社と合併し、以降はキャドバリー・シュウェップスの豪州飲料部門として運営されていたが、2009年2月27日にシュウェップス・オーストラリアとして分離された。シュウェップス・オーストラリアは2009年4月にアサヒグループホールディングスに買収され、傘下に入った。
本社はビクトリア州メルボルンに存在する。オーストラリア本土で11の製造工場があり、すべての州でそれぞれの販売本部が存在する。競馬やゴルフのスポンサーとなっている。
シュウェップス・オーストラリアはペプシコーラ、サンキスト、マウンテンデュー、モンスターエナジー、ゲータレードの販売代理のライセンスを得ている。また、Cottee's、 Spring Valley Beverages、Pop Topsなどの飲料ブランドや、Cool RidgeやFrantelleなどの泉水のブランドを保有している。また、2011年にアサヒグループが購入したP&Nビバレッジのブランドの飲料も製造している。 
2015年1月1日の時点で、パッショナ、ソロなどの有名製品に加え、各種炭酸飲料、天然水、ソフトドリンク、コーディアルなどの製品が販売されている